# Cécile Aubry
Cécile Aubry, nome d'arte di Anne-José Madeleine Henriette Bébard (Parigi, 3 agosto 1928 – Dourdan, 19 luglio 2010), è stata un'attrice e sceneggiatrice francese.

## Biografia
Debutta nel mondo dello spettacolo come ballerina e solo in seguito prende lezioni di recitazione. Grazie al suo secondo film (il primo da protagonista) Manon diretto nel 1949 da Henri-Georges Clouzot viene notata dai produttori di Hollywood e firma un contratto con la 20th Century Fox ma non realizza che un numero esiguo di film nonostante la forte presenza su varie riviste.
È tra le protagoniste di Barbablù il primo film francese girato a colori.
Nel 1956 sposa Si Brahim el Glaoui figlio del pascià di Marrakech Thami El Glaoui e si ritira dalle scene per dedicarsi alla famiglia e ad una nuova attività quella di scrittrice per l'infanzia. Scrive infatti la versione televisiva dei suoi romanzi e anche la versione romanzata dei lavori nati per la televisione.
La prima serie realizzata per la tv dei ragazzi è stata Poly che vedeva protagonista un ragazzino ed un cavallo pony, trasmessa sul canale RAI in Italia nel 1968, ma l'opera di maggior successo è sicuramente la serie tv Belle et Sébastien (tratta dall'omonimo romanzo), sull'amicizia tra un bambino e un cane da montagna dei Pirenei femmina. La prima stagione viene trasmessa nel 1965 ed è composta da 13 episodi. Viene seguita da una seconda stagione nel 1968 ed una terza nel 1970. Mentre lei si ritaglia il ruolo della narratrice, il figlio adolescente Mehdi el Glaoui ricopre il ruolo del protagonista Sébastien.
Da questa serie venne tratto l'anime Belle e Sebastien del 1981, ha ispirato inoltre la trilogia cinematografica interpretata da Félix Bossuet e Tchéky Karyo.

## Filmografia parziale

### Cinema

#### Attrice
- Una notte al tabarin (Une nuit à Tabarin), regia di Karel Lamac (1947)
- Manon, regia di Henri-Georges Clouzot (1949)
- La rosa nera (The Black Rose), regia di Henry Hathaway (1950)
- Barbablù (Barbe-Bleue), regia di Christian-Jaque (1951)
- Blaubart, regia di Christian-Jaque (1951)
- Piovuto dal cielo, regia di Leonardo De Mitri (1953)
- Tanz in der Sonne, regia di Géza von Cziffra (1954)
- La ironía del dinero, regia di Edgar Neville e Guy Lefranc (1957)
- C'est arrivé à 36 chandelles, regia di Henri Diamant-Berger (1957)
- Le Petit Mouton de Peluche, regia di Jean Tourane (1961)

### Televisione

#### Sceneggiatrice
- Poly e le sette stelle (Poly) (1961)
- Belle et Sébastien – serie TV, 13 episodi (1965)